# Гвинцано (Павија)
Гвинцано је насеље у Италији у округу Павија, региону Ломбардија.
Према процени из 2011. у насељу је живело 1310 становника. Насеље се налази на надморској висини од 87 м.